# Anomala granuliformis
Anomala granuliformis är en skalbaggsart som beskrevs av Lin 1996. Anomala granuliformis ingår i släktet Anomala och familjen Rutelidae. Inga underarter finns listade i Catalogue of Life.